# Dmîtrivka, Nikopol
Dmîtrivka (în ucraineană Дмитрівка) este localitatea de reședință a comunei Dmîtrivka din raionul Nikopol, regiunea Dnipropetrovsk, Ucraina.

## Demografie
Componența lingvistică a localității Dmîtrivka
     Ucraineană (50,9%)
     Rusă (48,13%)
Conform recensământului din 2001, majoritatea populației localității Dmîtrivka era vorbitoare de ucraineană (50,9%), existând în minoritate și vorbitori de rusă (48,13%).